# Litsea stickmanii
Litsea stickmanii är en lagerväxtart som beskrevs av Elmer Drew Merrill. Litsea stickmanii ingår i släktet Litsea och familjen lagerväxter. Inga underarter finns listade i Catalogue of Life.